# PARTY IT UP
「PARTY IT UP」（パーティー イット アップ）は、AAAの36枚目のシングル。2013年3月13日にavex traxから発売された。

## 概要
- 前作「Miss you/ほほえみの咲く場所」から約2ヶ月ぶりの発売となる。
- ジャケットA、B、mu-moショップ限定盤A、Bの4形態で発売。
- 初回限定封入特典(2形態共通)には、8種中1種のトレーディングカードが封入される。
- コンセプトアルバム『Ballad Collection』と同時発売[1]。

## プロモーション
本作の発売を記念し、東京都の原宿にAAAショップ「え～ショップ in URAHARAJYUKU」を期間限定で開設した。
発売日の翌日である2013年3月14日に、ニコニコ生放送にて『超WHITEDAY PARTY IT UP!!』を配信。西島隆弘、日高光啓、與真司郎が出演した。

## 収録内容

### ジャケットA
CD
1. PARTY IT UP [3:53]
(作詞：MUSOH / Rap詞：Mitsuhiro Hidaka / 作曲：GWEN, Stephen McNair)
音が次の曲に繋がっている。
2. ALIVE [4:52]
(作詞：Chie Sawaguchi, Mitsuhiro Hidaka / 作曲：GWEN, Stephen McNair)
3. PARTY IT UP (Instrumental) [3:53]
音が次の曲に繋がっている。
4. ALIVE (Instrumental) [4:50]

DVD
1. PARTY IT UP (Music Clip)
2. PARTY IT UP (Music Clip Making)

### ジャケットB
CD
1. PARTY IT UP [3:53]
2. ALIVE [4:49]
3. PARTY IT UP (PLAY IT ALL NIGHT REMIX) [5:50]
4. PARTY IT UP (Instrumental) [3:52]
5. ALIVE (Instrumental) [4:50]

### mu-moショップ限定盤

#### mu-moショップ限定盤A ver.
CD
1. PARTY IT UP
2. ALIVE
3. Think about AAA 7th Anniversary〜season 25〜

#### mu-moショップ限定盤B ver.
CD
1. PARTY IT UP
2. ALIVE
3. Think about AAA 7th Anniversary〜season 26〜

## タイアップ
| 曲名        | タイアップ                               |
| ----------- | ---------------------------------------- |
| PARTY IT UP | イトーヨーカドー「クールビズ」TVCMソング |